# Lubuk Mas (Bunut)
Lubuk Mas is een bestuurslaag in het regentschap Pelalawan van de provincie Riau, Indonesië. Lubuk Mas telt 542 inwoners (volkstelling 2010).